# Nikołaj Pudow
Nikołaj Iwanowicz Pudow (ros. Николай Иванович Пудов, ur. 7 marca 1930, zm. 26 marca 1999) – radziecki lekkoatleta, długodystansowiec, medalista mistrzostw Europy z 1958.
Zdobył brązowy medal w biegu na 10 000 metrów na mistrzostwach Europy w 1958 w Sztokholmie, przegrywając jedynie ze Zdzisławem Krzyszkowiakiem i swym kolegą z reprezentacji Jewgienijem Żukowem.
Był wicemistrzem ZSRR w biegu na 5000 metrów w 1955 oraz brązowym medalistą na tym dystansie w 1958, w biegu na 10 000 metrów w 1957 i w biegu przełajowym na 8 kilometrów w 1959.
Rekordy życiowe Pudowa:
| Konkurencja           | Data i miejsce              | Wynik   |
| --------------------- | --------------------------- | ------- |
| bieg na 5000 metrów   | 19 lipca 1960, Tallinn      | 14:01,4 |
| bieg na 10 000 metrów | 19 sierpnia 1958, Sztokholm | 29:02,2 |

Po zakończeniu kariery zawodniczej był trenerem biegów długich. Jego podopiecznymi byli m.in. Nikołaj Swiridow i Nikołaj Dutow.